# San Antonio, Pantepec
San Antonio är en ort i Mexiko.   Den ligger i kommunen Pantepec och delstaten Puebla, i den sydöstra delen av landet, 180 km nordost om huvudstaden Mexico City. San Antonio ligger 332 meter över havet och antalet invånare är 268.
Terrängen runt San Antonio är lite kuperad. Runt San Antonio är det ganska tätbefolkat, med 62 invånare per kvadratkilometer. Närmaste större samhälle är Huehuetla, 19,6 km väster om San Antonio. Omgivningarna runt San Antonio är en mosaik av jordbruksmark och naturlig växtlighet.